# No!
Albums de They Might Be Giants
Mink Car
(2001) The Spine
(2004)
No! est un album de musique pour enfants de They Might Be Giants, sorti le 11 juin 2002.

## Liste des titres
1. Fibber Island – 2 min 10 s
2. Four of two – 2 min 18 s
3. Robot parade – 1 min 22 s
4. No! – 1 min 30 s
5. Where do they make balloons? – 2 min 41 s
6. In the middle, in the middle, in the middle – 1 min 16 s
7. Violin – 2 min 26 s
8. John Lee supertaster – 2 min 01 s
9. The Edison museum – 2 min 02 s
10. The house at the top of the tree – 2 min 31 s
11. Clap your hands – 1 min 22 s
12. I am not your broom – 1 min 04 s
13. Wake up call – 1 min 10 s
14. I am a grocery bag – 35 s
15. Lazyhead and sleepybones – 3 min 28 s
16. Bed bed bed – 3 min 12 s
17. Sleepwalkers – 2 min 42 s

## Single
- Bed bed bed (2003)